# 房亮
房亮（459年—529年），字景高，东清河郡绎幕县（今山东省淄博市博山区）人，南北朝北魏官员、军事人物。北魏谯郡太守房法延之子。
魏孝文帝太和年间，他被选拔为秀才，担任奉朝请。后被任命为秘书郎，兼任员外散骑侍郎。492年（太和十六年），作为中书侍郎宋弁的副使，担任出使南朝齐的使者。回国后，被任命为尚书二千石郎中、济州中正，兼任员外常侍。他还曾担任出使高句丽的使者，但高句丽文咨王以生病为由不肯会见他。由于任务失败，房亮被剥夺官爵，保留代理郎中一职。后来，房亮担任济北郡太守，又转任平原郡太守，以清廉严格的治理闻名。508年（永平元年），京兆王元愉在冀州发动叛乱，平原郡与冀州接壤，元愉派使者去劝说房亮参与叛乱，房亮斩杀了使者，出兵设防。为此，元愉派遣部将张灵和攻打平原郡，房亮出城迎战，击败了张灵和。不久后，他因服丧而辞官。服丧期满后，被任命为左将军、汲郡太守，后转任前将军、东荆州刺史，又转任平东将军、沧州刺史，入朝后担任光禄大夫，加授安东将军。529年（永安二年），房亮去世，享年七十一岁，被追赠抚军将军、齐州刺史。其子房柬，字元約，官至光禄大夫。